# Coppa J.League 2016
La J.League Cup 2016 (2016年のJリーグカップ?), denominata Coppa Yamazaki Nabisco e Coppa J.League YBC Levain per ragioni di sponsorizzazione, è stata la ventiquattresima edizione della Coppa di Lega nipponica di calcio.

## Formula
Il regolamento prevede una prima fase a gironi a cui prendono parte tutte le squadre della J.League Division 1, ad eccezione dei quattro club qualificatisi in AFC Champions League 2016, che prendono parte alla competizione a partire dai quarti di finale.
La vincitrice si qualifica alla Coppa Suruga Bank 2017.

## Risultati

### Fase a gruppi

#### Gruppo A
| Arbitro: | Fukushima |

|              |           |                       |
| Yamamoto 60’ | Marcatori | 6’ Celeski 45’ Nilson |

| Arbitro: | Enomoto |

|           |           |  |
| Esaka 37’ | Marcatori |  |

| Arbitro: | Nishimura |

|           |           |                              |
| Saito 13’ | Marcatori | 35’ Pedro Júnior 69’ Leandro |

| Kōfu 27 marzo 2016, ore 14:04 UTC+9 | Ventforet Kofu | 0 – 0 referto | Omiya Ardija | Yamanashi Chuo Bank Stadium (6.331 spett.)\| Arbitro: \| Murakami \| |
| Arbitro:                            | Murakami       |               |              |                                                                      |

| Arbitro: | Ueda |

|  |           |               |
|  | Marcatori | 87’ Shimamura |

| Arbitro: | Inoue |

|                                            |           |              |
| Pedro Júnior 23’ 64’ Watanabe 37’ Sōma 75’ | Marcatori | 84’ Yamamoto |

| Arbitro: | Tojo |

|  |           |            |
|  | Marcatori | 64’ Pečnik |

| Arbitro: | Okabe |

|           |           |  |
| Matsui 1’ | Marcatori |  |

| Arbitro: | Oka |

|          |           |                             |
| Noda 38’ | Marcatori | 52’ Endo 66’ Caio 71’ Shoji |

| Hiratsuka 20 aprile 2016, ore 19:00 UTC+9 | Shonan Bellmare | 0 – 0 referto | Júbilo Iwata | Shonan BMW Stadium Hiratsuka (5.211 spett.)\| Arbitro: \| Fukushima \| |
| Arbitro:                                  | Fukushima       |               |              |                                                                        |

| Nagoya 20 aprile 2016, ore 19:00 UTC+9 | Nagoya Grampus | 0 – 0 referto | Ventforet Kofu | Mizuho Athletic Stadium (3.919 spett.)\| Arbitro: \| Murakami \| |
| Arbitro:                               | Murakami       |               |                |                                                                  |

| Arbitro: | Takayama |

|              |           |           |
| Watanabe 58’ | Marcatori | 17’ Esaka |

| Arbitro: | Okabe |

|                    |           |                                      |
| Nagaki 11’ Doi 26’ | Marcatori | 18’ Otsuki 87’ Hasegawa 90+4’ Hanato |

| Arbitro: | Araki |

|             |           |  |
| Keisuke 25’ | Marcatori |  |

| Arbitro: | Sato |

|  |           |                       |
|  | Marcatori | 64’ Tanaka 75’ Seigou |

| Arbitro: | Toma |

|              |           |            |
| Sugimoto 58’ | Marcatori | 17’ Fujita |

| Arbitro: | Iida |

|              |           |  |
| Kawamoto 61’ | Marcatori |  |

| Arbitro: | Takayama |

|                                                      |           |  |
| Nakasaka 10’ Watanabe 19’ Ishizu 88’ Takahashi 90+3’ | Marcatori |  |

| Arbitro: | Frankowski |

|            |           |  |
| Pečnik 87’ | Marcatori |  |

| Arbitro: | Ikeuchi |

|  |           |                           |
|  | Marcatori | 37’ Nakasaka 90+1’ Fujita |

| Arbitro: | Ogiya |

|              |           |                                         |
| Bothroyd 64’ | Marcatori | 27’ Koyamatsu 37’ Takeuchi 39’ Kawamata |

##### Classifica
| Pos. | Squadra         | Pt | G | V | N | P | GF | GS | DR  |
| ---- | --------------- | -- | - | - | - | - | -- | -- | --- |
| 1.   | Vissel Kōbe     | 16 | 6 | 5 | 1 | 0 | 15 | 3  | +12 |
| 2.   | Omiya Ardija    | 14 | 6 | 4 | 2 | 0 | 5  | 1  | +4  |
| 3.   | Ventforet Kofu  | 8  | 6 | 2 | 2 | 2 | 3  | 4  | -1  |
| 4.   | Shonan Bellmare | 7  | 6 | 2 | 1 | 3 | 4  | 6  | -2  |
| 5.   | Júbilo Iwata    | 5  | 6 | 1 | 2 | 3 | 4  | 7  | -3  |
| 6.   | Kashima Antlers | 4  | 6 | 1 | 1 | 4 | 8  | 12 | -4  |
| 7.   | Nagoya Grampus  | 4  | 6 | 1 | 1 | 4 | 4  | 10 | -6  |

#### Gruppo B
| Arbitro: | Araki |

|            |           |  |
| Enomoto 4’ | Marcatori |  |

| Kawasaki 23 marzo 2016, ore 19:05 UTC+9 | Kawasaki Frontale | 0 – 0 referto | Yokohama F·Marinos | Todoroki Athletics Stadium (15.644 spett.)\| Arbitro: \| Yamamoto \| |
| Arbitro:                                | Yamamoto          |               |                    |                                                                      |

| Arbitro: | Iida |

|                         |           |                     |
| Jogo 17’ Wellington 30’ | Marcatori | 55’ Wako 77’ Tanaka |

| Arbitro: | Hirose |

|  |           |            |
|  | Marcatori | 69’ Tomita |

| Arbitro: | Ikeuchi |

|  |           |            |
|  | Marcatori | 79’ Tamura |

| Arbitro: | Oka |

|               |           |  |
| Léo Silva 75’ | Marcatori |  |

| Arbitro: | Fukushima |

|  |           |                                             |
|  | Marcatori | 8’ 23’ Taniguchi 20’ 83’ Kano 48’ Hashimoto |

| Arbitro: | Toma |

|          |           |         |
| Baek 38’ | Marcatori | 86’ Kim |

| Arbitro: | Nishimura |

|            |           |                                |
| Togashi 5’ | Marcatori | 42’ Nakagawa 50’ 68’ Masushima |

| Sendai 20 aprile 2016, ore 19:00 UTC+9 | Vegalta Sendai | 0 – 0 referto | Avispa Fukuoka | Yurtec Stadium Sendai (5.955 spett.)\| Arbitro: \| Araki \| |
| Arbitro:                               | Araki          |               |                |                                                             |

| Arbitro: | Matsuo |

|                                   |           |                  |
| Diego Oliveira 39’ Taketomi 90+4’ | Marcatori | 72’ Eduardo Neto |

| Arbitro: | Iida |

|         |           |  |
| Ito 23’ | Marcatori |  |

| Arbitro: | Iida |

|                    |           |                    |
| Diego Oliveira 66’ | Marcatori | 55’ Ito 72’ Kozuka |

| Arbitro: | Oka |

|              |           |                |
| Tomiyama 72’ | Marcatori | 16’ (aut.) Kim |

| Arbitro: | Mikami |

|                     |           |           |
| Hyodo 73’ Ito 90+4’ | Marcatori | 31’ Hirai |

| Arbitro: | Frankowski |

|                |           |                 |
| Ōtsuka 43’ 48’ | Marcatori | 85’ Ramon Lopes |

| Arbitro: | Murakami |

|            |           |              |
| Ibusuki 7’ | Marcatori | 72’ Nakagawa |

| Arbitro: | Ogiya |

|           |           |            |
| Hirai 85’ | Marcatori | 45’ Toyoda |

| Arbitro: | Yamamoto |

|  |           |                        |
|  | Marcatori | 42’ Nakamura 61’ Saitō |

| Arbitro: | Matsuo |

|                                     |           |                        |
| Kanamori 16’ 37’ Hirai 19’ Jōgo 68’ | Marcatori | 6’ Yamazaki 82’ Suzuki |

| Arbitro: | Nishimura |

|           |           |             |
| Ikeda 31’ | Marcatori | 79’ Éderson |

##### Classifica
| Pos. | Squadra            | Pt | G | V | N | P | GF | GS | DR |
| ---- | ------------------ | -- | - | - | - | - | -- | -- | -- |
| 1.   | Yokohama F·Marinos | 11 | 6 | 3 | 2 | 1 | 7  | 5  | +2 |
| 2.   | Avispa Fukuoka     | 9  | 6 | 2 | 3 | 1 | 9  | 7  | +2 |
| 3.   | Kawasaki Frontale  | 8  | 6 | 2 | 2 | 2 | 9  | 5  | +4 |
| 4.   | Kashiwa Reysol     | 8  | 6 | 2 | 2 | 2 | 9  | 8  | +1 |
| 5.   | Vegalta Sendai     | 8  | 6 | 2 | 2 | 2 | 4  | 5  | -1 |
| 6.   | Albirex Niigata    | 7  | 6 | 2 | 1 | 3 | 6  | 12 | -6 |
| 7.   | Sagan Tosu         | 4  | 6 | 0 | 4 | 2 | 4  | 6  | -2 |

### Fase a eliminazione diretta

#### Quarti di finale

##### Andata
| Arbitro: | Takayama |

|                       |           |           |
| Mateus 23’ Ienaga 87’ | Marcatori | 71’ Kanai |

| Arbitro: | Imamura |

|               |           |          |
| Shibasaki 65’ | Marcatori | 86’ Goya |

| Arbitro: | Araki |

|             |           |                           |
| Leandro 35’ | Marcatori | 6’ Takagi 41’ Ljubijankič |

| Arbitro: | Okabe |

|              |           |             |
| Nakajima 62’ | Marcatori | 90’ Mishima |

##### Ritorno
| Arbitro: | Nishimura |

|             |           |  |
| Kayke 45+1’ | Marcatori |  |

| Arbitro: | Yamamoto |

|                                |           |  |
| Takagi 39’ 60’ Abe 43’ Lee 84’ | Marcatori |  |

| Arbitro: | Murakami |

|                                                       |           |                                      |
| Nagasawa 32’ 45+2’ Niwa 55’ Ademilson 60’ 63’ Abe 71’ | Marcatori | 24’ Nogami 52’ Morisaki 79’ Minagawa |

| Arbitro: | Ogiya |

|  |           |                          |
|  | Marcatori | 30’ Tanabe 75’ Takahashi |

#### Semifinali

##### Andata
| Suita 5 ottobre 2016, ore 19:04 UTC+9 | Gamba Osaka | 0 – 0 referto | Yokohama F·Marinos | Suita City Football Stadium (11.160 spett.)\| Arbitro: \| Matsuo \| |
| Arbitro:                              | Matsuo      |               |                    |                                                                     |

| Arbitro: | Iemoto |

|             |           |                     |
| Higashi 49’ | Marcatori | 77’ Takagi 80’ Mutō |

##### Ritorno
| Arbitro: | Ogiya |

|         |           |          |
| Ito 56’ | Marcatori | 63’ Endō |

| Arbitro: | Nishimura |

|                    |           |              |
| Koroki 24’ 38’ 53’ | Marcatori | 81’ Nakajima |

#### Finale
| Arbitro: | Sato |

|                               |                      |                           |
| Ademilson 17’                 | Marcatori            | 41’ Lee                   |
| Fujimoto Konno Niwa Goya Endō | Tiri di rigore 4 – 5 | Abe Otani Koroki Lee Endo |